# Alan Weiss
Pour les articles homonymes, voir Weiss.
Alan Weiss (New York, 1950) est un musicien américain, fixé en Belgique.

## Biographie
Son premier instrument est la guitare classique, qu'il étudie avec Andrés Segovia. À dix ans, il change définitivement pour le piano et étudie avec David Saperton (un élève de Godowsky professeur de Shura Cherkassky, Julius Katchen, Jorge Bolet), Ilona Kabos et Rudolf Firkušný, avec qui il étudie à la Juilliard School. En 1974, il participe au festival de Marlboro et l'année suivante au Concours Naumburg, au Carnegie Hall.
En 1978, Alan Weiss participe au Concours Reine-Élisabeth, où reçoit le Prix du public et le quatrième prix (la médaille d'or allant à Abdel Rahman El Bacha). Il se lance ensuite dans une carrière internationale, donnant des concerts en Europe, aux États-Unis et en Extrême-Orient. Il joue et enregistre la musique de chambre avec Rudolf Firkušný, Martha Argerich, Mischa Maisky, Ivry Gitlis, Alexandre Rabinovitch, Pina Carmirelli, Elmar Oliveira, Thomas Zehetmair, Chantal Juillet, Rafaël Oleg et Mirel Iancovici.
Parmi ses élèves figurent Edna Stern, Rosalía Gómez Lasheras et Sergio Tiempo.
Alan Weiss enseigne actuellement à l'Institut Lemmens de Louvain en Belgique et à l'Utrechts Conservatorium.

## Discographie
Alan Weiss a enregistré pour les labels Pavane, Vox, Phonic, Fidelio, Deutsche Grammophon et Sony Classical…
- Alkan, Œuvres pour piano (3CD Brilliant Classics 94033) (OCLC 695400276)
- Alkan, Grande sonate « Les quatre âges », Le festin d'Ésope, Miniatures (20-21 décembre 1989, Fidelio 8829)[4] (OCLC 23897398)
- Brahms, Sonates pour piano nos 2, op. 2 et 3, op. 5 (30-31 janvier 2004, Brilliant Classics) (OCLC 262557267 et 747103601)
- Mozart, Sonate pour 2 piano, K.448, Fugue en ut mineur pour 2 pianos, K.426 - avec Rudolf Firkušný (Vox/Turnabout) (OCLC 22921835)
- Schubert, Marche D.886, Fantaisie en fa mineur, D.940, Grande Marche D.819 no 5, Andantino varié D.823 - avec Makiko Sakai (1996, René Gailly 2008-2)